# Kij Johnson
Pour les articles homonymes, voir Johnson.
Œuvres principales
- Un pont sur la brume
- La Quête onirique de Vellitt Boe

Kij Johnson, née le 20 janvier 1960 à Harlan en Iowa, est une écrivaine américaine de fantasy et de science-fiction.

## Biographie
En 1982, Kij Johnson obtient son baccalauréat universitaire ès littérature au St. Olaf College. Elle poursuit ses études de littérature et de création littéraire à l'Université du Minnesota et à l'Université du Kansas. Ses premières publications remontent à 1987, dans des revues comme Amazing Stories, Analog, ou encore Fantasy & Science Fiction. En 1994 elle remporte le prix Theodore-Sturgeon avec sa nouvelle Magie des renards.
En plus d'être autrice de trois romans et de plus de cinquante nouvelles, Kij Johnson travaille dans différentes maisons d'éditions. Elle est tour à tour directrice de collection chez Dark Horse Comics, directrice de publication chez Tor Books et chez TSR (Wizards of the Coast). En poste chez TSR, elle est aussi responsable de suivi pour Magic : L'assemblée et directrice artistique chez AD&D, pour Greyhawk et Forgotten Realms. Chez Microsoft Reader, elle est responsable du contenu numérique.  
En 2012, elle obtient un master en création littéraire à l'Université d'État de Caroline du Nord, qui lui permet d'obtenir à l'automne le poste de professeure assistante au département de littérature anglaise de l'Université du Kansas. Elle y enseigne l'écriture de fiction, et est directrice associée du centre d'études sur la science-Fiction. Quelques mois plus tard, en janvier 2013, Kij Johnson est invitée à prononcer le discours d'ouverture du séminaire Tolkien au Pembroke College, à Oxford. Elle y aborde les questions liées au champ de la littérature fantastique et fantasy.
Kij Johnson a également été juge pour la nomination finale du prix Theodore-Sturgeon.

## Prix et nominations
- Prix Hugo
  - Meilleur roman court 2012 pour Un pont sur la brume
- Prix Nebula
  - Meilleure nouvelle courte 2009 pour Mêlée
  - Meilleure nouvelle courte 2010 pour Poneys
  - Meilleur roman court 2011 pour Un pont sur la brume
- Prix Theodore-Sturgeon
  - Meilleure nouvelle 1994 pour Magie des renards
- Prix World Fantasy
  - Meilleure nouvelle 2008 pour 26 Monkeys, Also the Abyss
  - Meilleur roman court 2017 pour La Quête onirique de Vellitt Boe
  - Meilleur roman court 2019 pour The Privilege of the Happy Ending

## Œuvres

### Romans
- (en) The Fox Woman, 2000
- (en) Fudoki, 2003
- Un pont sur la brume, Le Bélial', coll. « Une heure-lumière » no 5, 2016 ((en) The Man Who Bridged the Mist, 2011)Prix Hugo du meilleur roman court 2012 et prix Nebula du meilleur roman court 2011
- La Quête onirique de Vellitt Boe, Le Bélial', 2018 ((en) The Dream-Quest of Vellitt Boe, 2016)Prix World Fantasy du meilleur roman court 2017
- (en) The River Bank, 2017
- (en) The Privilege of the Happy Ending, 2018Prix World Fantasy du meilleur roman court 2019

### Recueils de nouvelles
- (en) Tales for the Long Rains, 2001
- (en) At the Mouth of the River of Bees, 2012
- (en) The Privilege of the Happy Ending: Small, Medium, and Large Stories, 2023

### Nouvelles traduites en français
- Magie des renards, 2002 ((en) Fox Magic, 1993)Prix Theodore-Sturgeon 1994 - Parue dans l'anthologie Extrême-Orient aux éditions de l'Oxymore
- Mêlée, 2011 ((en) Spar, 2009)Prix Nebula de la meilleure nouvelle courte 2009 - Parue dans la revue Angle mort no 3
- Poneys, 2012 ((en) Ponies, 2010)Prix Nebula de la meilleure nouvelle courte 2010 - Parue dans la revue Angle mort no 7
- Retour à n'dau, 2020 ((en) The Horse Raiders, 2020)Parue dans Hors-série 2020, Le Bélial', coll. « Une heure-lumière »